# Andrėj Laŭryk
Andrėj Ivanavič Laŭryk (in bielorusso Андрэй Іванавіч Лаўрык?; Minsk, 7 dicembre 1974) è un dirigente sportivo, allenatore di calcio ed ex calciatore bielorusso, di ruolo centrocampista o difensore.

## Palmarès

### Giocatore

#### Competizioni nazionali
- Peršaja Liha: 1

Dinamo-2 Minsk: 1992
- Campionato bielorusso: 1

Dinamo Minsk: 1997
- Campionato kazako: 2

Aqtöbe: 2008, 2009
- Coppa di Bielorussia: 1

Dinamo-93 Minsk: 1994-1995
- Coppa di Russia: 2

Lokomotiv Mosca: 1999-2000, 2000-2001
- Coppa del Kazakistan: 1

Aqtöbe: 2008